# Chiesa di Sant'Antonio di Padova (Borgo Valsugana)
La chiesa di Sant'Antonio di Padova è la parrocchiale a Olle, frazione di Borgo Valsugana, in Trentino. Appartiene alla zona pastorale Valsugana - Primiero dell'arcidiocesi di Trento e risale al XVIII secolo.

## Storia

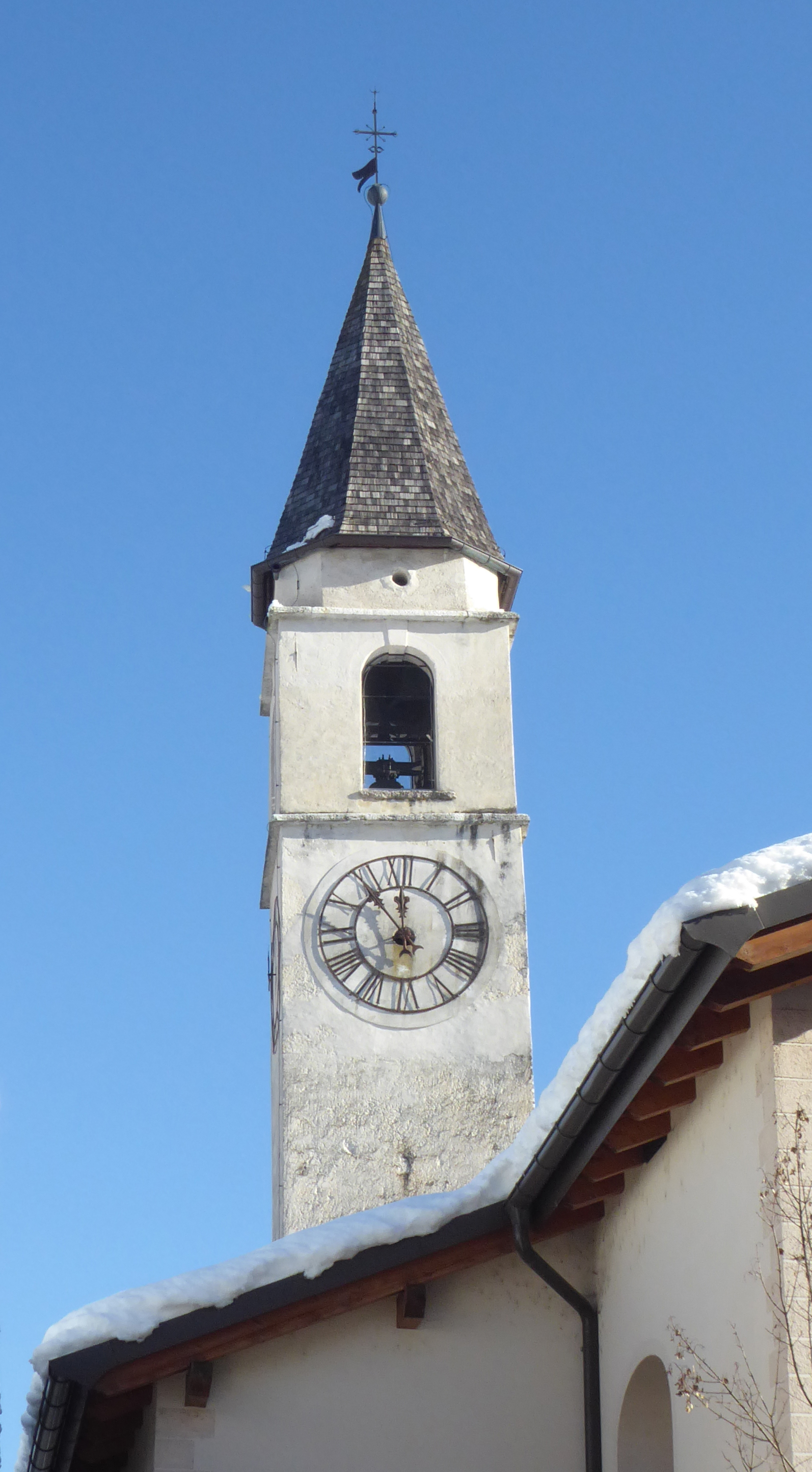
Torre campanaria

La parrocchiale di Olle venne eretta nel 1715 e fu documentata la prima volta nel 1717, quando venne definita anche la sua dedicazione a Sant'Antonio di Padova.
Nel 1786 da cappella fu elevata ad espositura della pieve di Borgo Valsugana e ottenne sia custodia eucaristica sia fonte battesimale; inoltre, nello stesso anno, sotto l'aspetto della giurisdizione ecclesiastica, entrò a far parte della diocesi di Trento lasciando quella di Feltre. Giovanni Nepomuceno de Tschiderer, vescovo di Trento, consacrò la nuova chiesa nel 1840. Dalla seconda metà del XIX secolo fu oggetto di vari interventi come il restauro della copertura e un ampliamento della sua struttura.
Il primo conflitto mondiale procurò enormi danni al centro abitato e alla chiesa che ne risultò quasi distrutta e fu necessaria, nel primo dopoguerra, una ricostruzione quasi totale. Ebbe dignità di chiesa parrocchiale dal 1957.

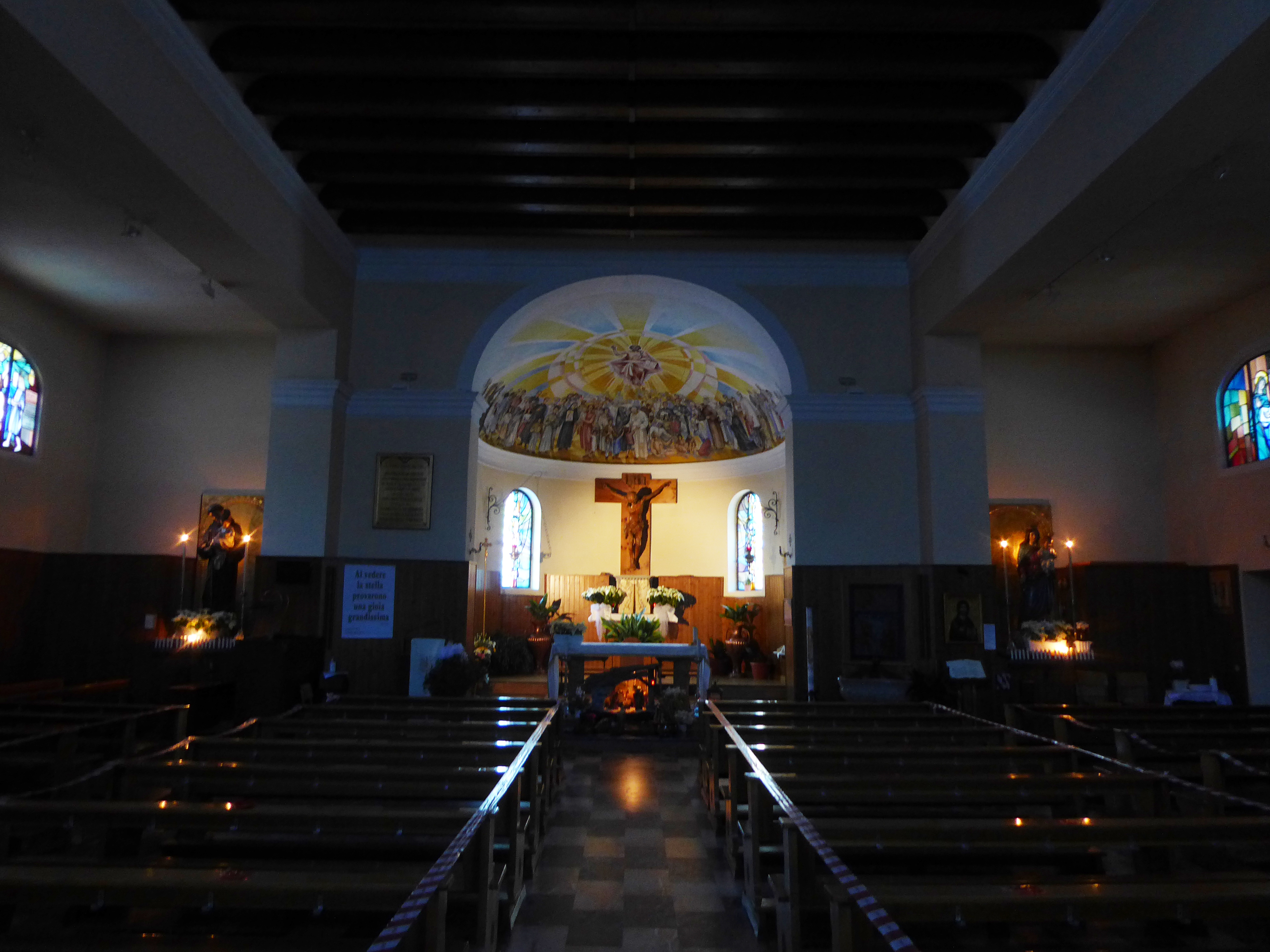
Interno

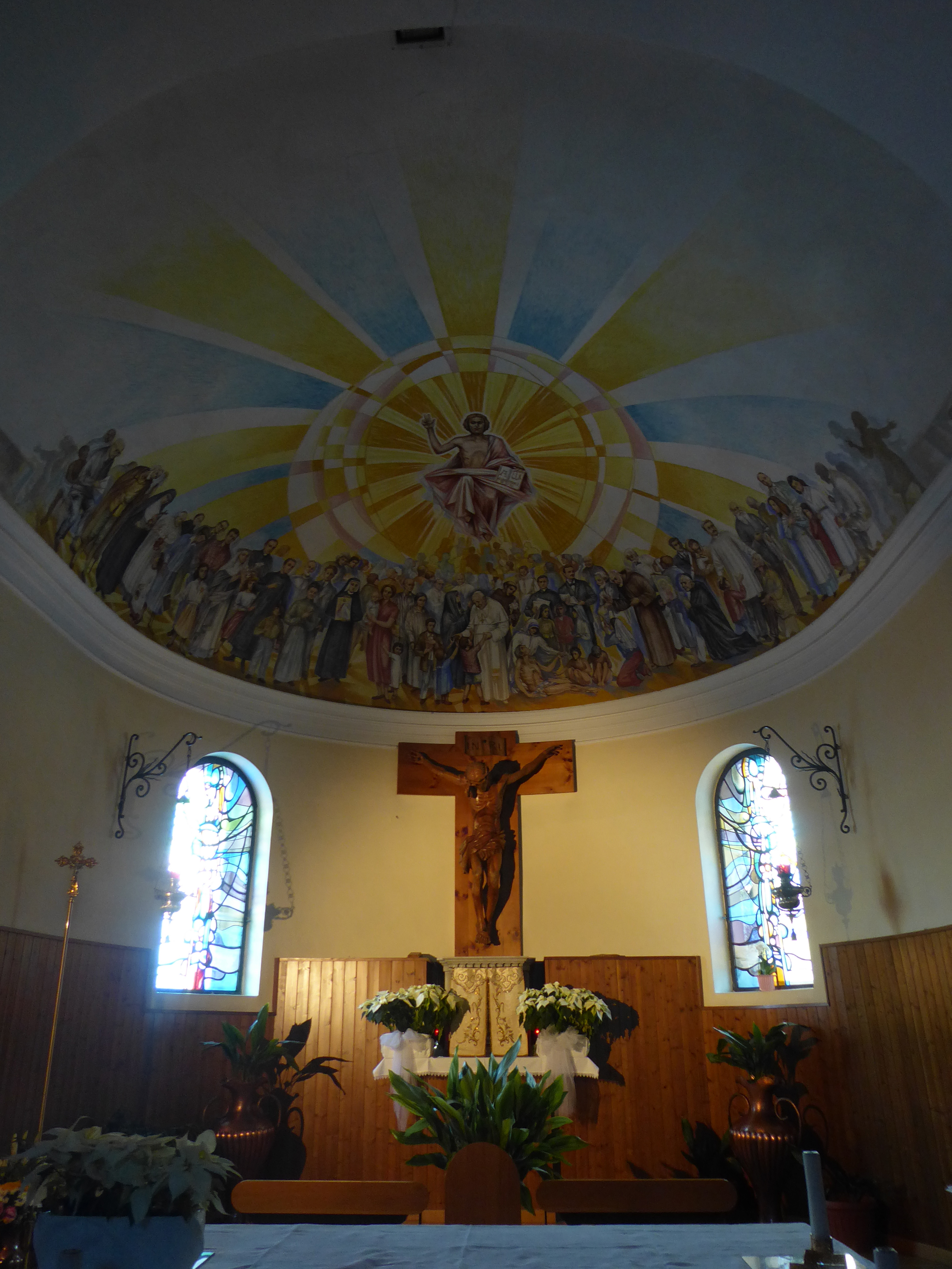
Zona presbiteriale con volta del catino absidale affrescata

Nella seconda metà del XX secolo venne interessata da ampliamenti e adeguamenti. Nel 1957 furono ingrandite sia le due cappelle della navata sia la sagrestia. Vennero rifatti pavimentazione, intonaci e controsoffitti. Fu realizzato l'adeguamento liturgico. Nel 1981 vennero posizionate nuove vetrate nella navata e poco più tardi altre nuove vetrate furono messe nella zona absidale e sulla facciata.
Gli ultimi interventi conservativi si sono avuti a partire dal 2008 per concludersi nel 2013. Furono consolidati i solai e venne sostituita la copertura del tetto. Inoltre si rifecero intonaci e tinteggiature, oltre alla sistemazione degli esterni con un marciapiedi in porfido attorno all'edificio.

## Descrizione

### Esterni
Il luogo di culto si trova al centro dell'abitato di Olle e mostra orientamento verso nord-est.
La facciata a capanna è semplice con due spioventi ed è caratterizzata dal portale architravato originale del Settecento con tettoia sovrastato in asse dall'oculo ed affiancato da due piccole finestrelle alte e strette. La torre campanaria si alza in posizione arretrata sulla sinistra e la sua cella, posta sull'orologio, si apre con quattro finestre a monofora e la sua copertura ha forma di piramide acuta a base ottagonale.

### Interni
La navata interna è unica ed ampliata dalle cappelle laterali. Attraverso l'arco santo  si accede al presbiterio leggermente elevato. Il catino absidale è arricchito dall'affresco realizzato alla fine del XX secolo da Livio Conta.